# 八號烈風或暴風信號
八號烈風或暴風信號（英語：Gale Or Storm Signal No.8），是香港熱帶氣旋警告信號之一，一般市民俗稱為八號風球或八號波。該信號因應實測風向，分為四個方向：八號西北、西南、東北和東南烈風或暴風信號。高一級的信號為九號烈風或暴風風力增強信號，低一級為三號強風信號。
根據天文台的紀錄，撇除轉方向或取代更高信號，視發出至取消八號信號為一次，此信號由1946年至今共發出過130次。
| 信號方向 | 最近一次發出時間          | 熱帶氣旋         |
| -------- | ------------------------- | ---------------- |
| 西北     | 2023年9月1日凌晨2時40分   | 超強颱風蘇拉     |
| 西南     | 2017年6月13日凌晨12時10分 | 強烈熱帶風暴苗柏 |
| 東北     | 2025年7月20日凌晨12時20分 | 颱風韋帕         |
| 東南     | 2025年7月20日下午4時10分  | 颱風韋帕         |

## 意義
香港近海平面處現正或預料會普遍受烈風或暴風從信號所示方向吹襲，持續風力達每小時63至117公里，陣風更可能超過每小時180公里，且風勢可能持續。
受到2006年颱風派比安事件影響，天文台全面檢討熱帶氣旋警告系統。由2007年風季開始，發出三號及八號信號時，由以往僅參考維港風速，擴大為參考包括啟德、青衣、長洲、沙田、濕地公園、打鼓嶺、赤鱲角、西貢合共8個近海平面處自動氣象站所組成測風網絡的風速。當其中半數（4個）或以上測風站錄得或預料錄得的風速達強風及烈風程度，而且風勢可能持續，便會發出相應之熱帶氣旋警告信號。2013年風季開始，濕地公園站被剔出測風網絡，流浮山自動氣象站取代濕地公園站成為8個風速參考站之一。2024年3月起，赤鱲角測風站位置由香港國際機場舊北跑道（現中跑道）遷移至新北跑道（第三跑道）。

## 歷史
香港天文台從1884年開始就為香港海港內的輪船懸掛颱風信號以作示警，其後並開始為原有的信號球加設數字來代表風力強度和風向。八號烈風或暴風信號的前身，從1905年時就開始出現。

### 1905年
根據當時的系統，二號、四號、六號和八號風球差不多等於現在的四個八號烈風或暴風信號，唯當時掛的風球的並不一定代表天文台預料香港會出現惡劣天氣，亦不代表香港正吹烈風：
- 二號風球：信號球形狀為朝上錐體（▲）並下懸圓柱（▉），代表香港東北方有颱風出現[3]。
- 四號風球：信號球形狀為朝下錐體（▼）並下懸圓柱（▉），代表香港東南方有颱風出現[3]。
- 六號風球：信號球形狀為朝下錐體（▼）並下懸球體（⬤），代表香港西南方有颱風出現[3]。
- 八號風球：信號球形狀為朝上錐體（▲）並下懸球體（⬤），代表香港西北方有颱風出現[3]。

當時的信號分為紅色和黑色。紅色信號代表颱風距離香港超過300哩，黑色信號則代表颱風距離香港少於300哩。
當風力達烈風程度時，天文台鳴一響風炮警告。

### 1917年
天文台於1917年7月1日使用新的颱風警告信號系統。新信號增設夜間信號燈，並廢除八號風球。當時的二號至五號風球差不多等於現在的四個八號烈風或暴風信號，唯信號只代表烈風從四個方位（東南西北）吹襲香港。
- 二號風球：信號球形狀為朝上錐體（▲），夜間信號燈顏色為「白綠綠」（由上至下），代表烈風從北方吹襲[5]。
- 三號風球：信號球形狀為朝下錐體（▼），夜間信號燈顏色為「綠白白」（由上至下），代表烈風從南方吹襲[5]。
- 四號風球：信號球形狀為黑色圓柱（▉），夜間信號燈顏色為「綠綠白」（由上至下），代表烈風從東方吹襲[5]。
- 五號風球：信號球形狀為黑色球體（⬤）。夜間信號燈顏色為「白白綠」（由上至下），代表烈風從西方吹襲[5]。

### 1931年
一個新的颱風信號系統於1931年3月1日啟用。當時的五至八號風球等於現在的四個八號烈風或暴風信號，唯信號球形狀則承傳1917年系統中的二至五號風球。
- 五號風球：信號球形狀為朝上錐體（▲），夜間信號燈顏色為「白綠綠」（由上至下），代表烈風從西北方吹襲[6]。
- 六號風球：信號球形狀為朝下錐體（▼），夜間信號燈顏色為「綠白白」（由上至下），代表烈風從西南方吹襲[6]。
- 七號風球：信號球形狀為黑色圓柱（▉），夜間信號燈顏色為「綠綠白」（由上至下），代表烈風從東北方吹襲[6]。
- 八號風球：信號球形狀為黑色球體（⬤）。夜間信號燈顏色為「白白綠」（由上至下），代表烈風從東南方吹襲[6]。

### 1935年
1935年1月1日起，七號風球與八號風球的信號球形狀分別改為兩個朝上錐體和兩個朝下錐體。

### 日佔時期
日佔時期因戰爭使氣象預報物資短缺，遂暫時把一號及五號至十號風球精簡，改為只有一號及二號風球。其中二號風球（信號球形狀為朝上錐體（▲），夜間信號燈顏色為「藍藍」），表示香港將吹起烈風或以上風力，等同現在的8至10號信號。

### 戰後
由於公眾經常誤會五號至八號烈風信號之間的風力強弱有別，因此於1973年1月1日開始，五號至八號風球分別由八號西北、八號西南、八號東北及八號東南四個信號代替，並一直沿用至今。
從1987年開始，香港天文台於八號信號生效前2小時內發出預警信息，即現今在天文台網頁的「熱帶氣旋之特別報告」。

## 預警信息
由於八號信號生效時會對香港帶來重大影響，例如停工、停課，且在上班時間發出更會造成大量趕回家的人潮，因此天文台由1987年開始試行在八號信號生效前大約2小時發出預警信息，從而令市民對八號信號作出防範及適當安排，盡快回家或到安全地方避風。這便是天文台網頁的「熱帶氣旋之特別報告」（Special Announcement on Tropical Cyclone，2015年起改為），2012年起亦會在「特別天氣提示」內顯示。天氣稿方面，2001年及之前稱為「可能懸掛八號熱帶氣旋警告信號之特別報告」，2002年稱為「可能發出八號熱帶氣旋警告信號之特別報告」，2003年再改稱為「預警八號熱帶氣旋警告信號之特別報告」並維持至今；而英文名稱一直都是。此外天文台在Facebook專頁曾把此項預警信息簡稱為「八號預警」；至2020年起在貼文註明為「預警八號特別告示」，而圖示仍為「八號預警」；由2024年颱風桃芝襲港開始，該圖示亦改稱為「預警八號特別告示」。2023年9月至今特別報告的內容如下：
香港天文台宣佈會在［今天／明天］（＿月＿日）［中午／午夜／上午／下午］＿時＿分發出八號熱帶氣旋警告信號，本港風勢將會增強。

政府提醒返家路程偏遠、轉折或居於離島的市民，現應啟程回家。政府已通知屬下此類員工下班。（此句只在特別報告於早上6時至晚上10時之間生效時出現）

教育局宣佈：所有學校今日停課。（此句只在特別報告於凌晨4時至早上7時之間生效時，或教育局已提早宣佈全日停課時出現）／
教育局宣佈：所有學校今日停課。學校應實施應變措施，確保學生安全，並在安全情況下，安排學生返家。（此句只在特別報告於早上8時15分至晚上11時之間生效，且教育局未有提前於早上宣佈全日停課時出現）
過往特別報告的首段內容如下：
- 2001年或之前：「香港天文台提醒市民：鑑於［熱帶氣旋當時強度及名稱］接近香港，本港風勢將會加強，預料在大約兩小時內可能會懸掛八號熱帶氣旋警告信號。」
- 2002年：「鑑於［熱帶氣旋當時強度及名稱］接近香港，本港風勢將會加強，預料在大約兩小時內可能會發出八號熱帶氣旋警告信號。」
- 2003年：「香港天文台在［發出特別報告日期及時間］宣佈預料未來兩小時內會發出八號熱帶氣旋警告信號，本港風勢將會加強。」
- 2004年至2020年：「香港天文台宣佈預計在［今天／明天］（＿月＿日）［中午／午夜／上午／下午］＿時＿分或以前發出八號熱帶氣旋警告信號，本港風勢將會加強。」
- 2021年至2023年8月：「香港天文台宣佈會在［今天／明天］（＿月＿日）［中午／午夜／上午／下午］＿時＿分或以前發出八號熱帶氣旋警告信號，本港風勢將會增強。」

在「熱帶氣旋之特別報告」發出期間（當時三號強風信號維持生效），會對香港的交通造成龐大壓力，例如在港鐵站水洩不通、各巴士站大排長龍等等。而大批居住在離島的居民亦會趕往渡輪碼頭乘坐前往離島的尾班船，否則隨時要在八號信號生效期間露宿。
在1987年至1995年8月，並非每次懸掛八號烈風或暴風信號前2小時都發出預警信息，天文台要在1995年颱風肯特襲港時才開始常規化此安排，當年市民普遍接受八號信號預警信息及歡迎天文台作出預警。隨後數年此安排變為正式，但1999年颱風瑪姬仍出現一次違規沒有發出「熱帶氣旋之特別報告」，便直接懸掛八號信號的案例。
| 國際編號 | 熱帶氣旋           | 特別報告發出時間 | 預計發出八號信號時間 | 實際發出八號信號時間 | 特別報告與實際發出八號信號時間的相差 | 預計與實際發出八號信號時間的相差 |
| -------- | ------------------ | ---------------- | -------------------- | -------------------- | ------------------------------------ | -------------------------------- |
| 9505     | 強烈熱帶風暴海倫   | 8月11日 20:30    | 8月11日 22:30        | 8月11日 22:30        | +2小時                               | ±0分鐘                           |
| 9508     | 颱風肯特           | 8月31日 11:00    | 8月31日 13:00        | 8月31日 13:00        | +2小時                               | ±0分鐘                           |
| 9515     | 颱風斯寶           | 10月3日 03:30    | 10月3日 05:30        | 10月3日 05:10        | +1小時40分鐘                         | −20分鐘                          |
| 9616     | 颱風莎莉           | 9月9日 00:15     | 9月9日 02:15         | 9月9日 02:15         | +2小時                               | ±0分鐘                           |
| 9712     | 颱風維克托         | 8月2日 10:00     | 8月2日 12:00         | 8月2日 12:00         | +2小時                               | ±0分鐘                           |
| 9902     | 颱風利奧           | 5月2日 11:30     | 5月2日 13:30         | 5月2日 13:30         | +2小時                               | ±0分鐘                           |
| 9903     | 颱風瑪姬           | 不適用           | 不適用               | 6月7日 00:30         | 不適用                               | 不適用                           |
| 9910     | 颱風森姆           | 8月22日 11:00    | 8月22日 13:00        | 8月22日 12:30        | +1小時半                             | −半小時                          |
| 9915     | 颱風約克           | 9月16日 01:30    | 9月16日 03:30        | 9月16日 03:15        | +1小時45分鐘                         | −15分鐘                          |
| 9919     | 強烈熱帶風暴錦雯   | 9月26日 03:30    | 9月26日 05:30        | 9月26日 05:20        | +1小時50分鐘                         | −10分鐘                          |
| 0104     | 颱風尤特           | 7月5日 17:30     | 7月5日 19:30         | 7月5日 19:30         | +2小時                               | ±0分鐘                           |
| 0107     | 颱風玉兔           | 7月24日 22:30    | 7月25日 00:30        | 7月25日 00:30        | +2小時                               | ±0分鐘                           |
| 0218     | 強烈熱帶風暴黑格比 | 9月11日 11:45    | 9月11日 13:45        | 9月11日 13:40        | +1小時55分鐘                         | −5分鐘                           |
| 0307     | 颱風伊布都         | 7月23日 20:40    | 7月23日 22:40        | 7月23日 22:40        | +2小時                               | ±0分鐘                           |
| 0313     | 颱風杜鵑           | 9月2日 12:20     | 9月2日 14:20         | 9月2日 14:20         | +2小時                               | ±0分鐘                           |
| 0409     | 熱帶風暴圓規       | 7月16日 09:45    | 7月16日 11:45        | 7月16日 11:45        | +2小時                               | ±0分鐘                           |
| 0706     | 強烈熱帶風暴帕布   | 8月10日 13:30    | 8月10日 15:30        | 8月10日 14:30        | +1小時                               | −1小時                           |
| 0806     | 颱風風神           | 6月24日 21:00    | 6月24日 23:00        | 6月24日 22:45        | +1小時45分鐘                         | −15分鐘                          |
| 0806     | 強烈熱帶風暴北冕   | 8月6日 04:00     | 8月6日 05:45         | 8月6日 05:40         | +1小時40分鐘                         | −5分鐘                           |
| 0812     | 颱風鸚鵡           | 8月22日 05:50    | 8月22日 08:00        | 8月22日 07:40        | +1小時50分鐘                         | −20分鐘                          |
| 0814     | 颱風黑格比         | 9月23日 16:00    | 9月23日 18:00        | 9月23日 18:00        | +2小時                               | ±0分鐘                           |
| 0906     | 颱風莫拉菲         | 7月18日 21:30    | 7月18日 23:30        | 7月18日 23:30        | +2小時                               | ±0分鐘                           |
| 0907     | 強烈熱帶風暴天鵝   | 8月4日 19:40     | 8月4日 21:45         | 8月4日 21:40         | +2小時                               | −5分鐘                           |
| 0915     | 颱風巨爵           | 9月14日 16:00    | 9月14日 18:00        | 9月14日 17:55        | +1小時55分鐘                         | −5分鐘                           |
| 1117     | 颱風納沙           | 9月29日 03:10    | 9月29日 05:30        | 9月29日 04:40        | +1小時半                             | −50分鐘                          |
| 1206     | 熱帶風暴杜蘇芮     | 6月29日 21:20    | 6月29日 23:20        | 6月29日 23:05        | +1小時45分鐘                         | −15分鐘                          |
| 1208     | 強颱風韋森特       | 7月23日 15:45    | 7月23日 18:00        | 7月23日 17:40        | +1小時55分鐘                         | −20分鐘                          |
| 1213     | 颱風啟德           | 8月16日 20:05    | 8月16日 22:15        | 8月16日 22:15        | +2小時10分鐘                         | ±0分鐘                           |
| 1311     | 超強颱風尤特       | 8月13日 23:40    | 8月14日 01:40        | 8月14日 01:40        | +2小時                               | ±0分鐘                           |
| 1319     | 超強颱風天兔       | 9月22日 16:40    | 9月22日 19:00        | 9月22日 18:40        | +2小時                               | −20分鐘                          |
| 1415     | 颱風海鷗           | 9月15日 20:40    | 9月15日 22:40        | 9月15日 22:30        | +1小時50分鐘                         | −10分鐘                          |
| 1510     | 颱風蓮花           | 7月9日 14:40     | 7月9日 17:00         | 7月9日 16:40         | +2小時                               | −20分鐘                          |
| 1604     | 颱風妮妲           | 8月1日 18:40     | 8月1日 20:40         | 8月1日 20:40         | +2小時                               | ±0分鐘                           |
| 1622     | 超強颱風海馬       | 10月21日 04:10   | 10月21日 06:30       | 10月21日 06:10       | +2小時                               | −20分鐘                          |
| 1702     | 強烈熱帶風暴苗柏   | 6月12日 15:30    | 6月12日 17:30        | 6月12日 17:20        | +1小時50分鐘                         | −10分鐘                          |
| 1707     | 熱帶風暴洛克       | 7月23日 07:20    | 7月23日 09:20        | 7月23日 09:20        | +2小時                               | ±0分鐘                           |
| 1713     | 超強颱風天鴿       | 8月23日 03:20    | 8月23日 05:30        | 8月23日 05:20        | +2小時                               | −10分鐘                          |
| 1714     | 強烈熱帶風暴       | 8月27日 03:25    | 8月27日 05:30        | 8月27日 05:10        | +1小時45分鐘                         | −20分鐘                          |
| 1720     | 強颱風卡努         | 10月15日 06:40   | 10月15日 09:00       | 10月15日 08:40       | +2小時                               | −20分鐘                          |
| 1822     | 超強颱風山竹       | 9月15日 23:10    | 9月16日 01:10        | 9月16日 01:10        | +2小時                               | ±0分鐘                           |
| 1907     | 熱帶風暴韋帕       | 7月31日 11:40    | 7月31日 14:00        | 7月31日 13:40        | +2小時                               | −20分鐘                          |
| 2007     | 颱風海高斯         | 8月18日 20:40    | 8月18日 22:40        | 8月18日 22:40        | +2小時                               | ±0分鐘                           |
| 2016     | 熱帶風暴浪卡       | 10月13日 03:40   | 10月13日 06:00       | 10月13日 05:40       | +2小時                               | −20分鐘                          |
| 2117     | 熱帶風暴獅子山     | 10月9日 04:40    | 10月9日 06:40        | 10月9日 06:40        | +2小時                               | ±0分鐘                           |
| 2118     | 颱風圓規           | 10月12日 15:20   | 10月12日 17:20       | 10月12日 17:20       | +2小時                               | ±0分鐘                           |
| 2203     | 颱風暹芭           | 7月1日 17:10     | 7月1日 19:10         | 7月1日 19:10         | +2小時                               | ±0分鐘                           |
| 2209     | 颱風馬鞍           | 8月24日 17:25    | 8月24日 19:25        | 8月24日 19:25        | +2小時                               | ±0分鐘                           |
| 2222     | 強烈熱帶風暴尼格   | 11月2日 11:40    | 11月2日 13:40        | 11月2日 13:40        | +2小時                               | ±0分鐘                           |
| 2304     | 颱風泰利           | 7月16日 22:40    | 7月17日 00:40        | 7月17日 00:40        | +2小時                               | ±0分鐘                           |

- ■藍綠色為天文台在熱帶氣旋之特別報告發出後2小時或更久才發出八號信號的熱帶氣旋。
- ■黃色為熱帶氣旋之特別報告發出後2小時內發出八號信號的熱帶氣旋。（相差少於半小時）
- ■橙色為熱帶氣旋之特別報告發出後1小時半或以內便發出八號信號的熱帶氣旋。
- ■紅色為未有發出熱帶氣旋之特別報告。
- 1999年颱風瑪姬襲港期間，天文台並沒有在懸掛八號信號前兩小時發出「熱帶氣旋之特別報告」，只是在6月6日晚上10時45分表示「香港風力將會逐漸增強，晚間稍後可能需要懸掛更高風球」[13]，之後便在6月7日凌晨12時半直接懸掛八號西北烈風或暴風信號[14]，是天文台自1997年以來惟一一次沒有發出預警信息，便直接懸掛八號烈風或暴風信號的違規案例。

2023年超強颱風蘇拉襲港起，天文台會在發出「熱帶氣旋之特別報告」之前，預先表明發出八號信號的準確時間。因此當天文台在八號信號預計生效時間前2小時發出「熱帶氣旋之特別報告」時，特別報告內容所示預計生效時間後緊隨之「或以前」被刪去。
| 國際編號 | 熱帶氣旋     | 公佈將於確實時間發出八號信號 | 發出熱帶氣旋之特別報告 | 正式發出八號信號 | 由公佈至正式發出八號信號時間之相差 |
| -------- | ------------ | ---------------------------- | ---------------------- | ---------------- | ---------------------------------- |
| 2309     | 超強颱風蘇拉 | 8月31日 23:45                | 9月1日 00:40           | 9月1日 02:40     | +2小時55分鐘                       |
| 2314     | 強颱風小犬   | 10月8日 07:45                | 10月8日 10:40          | 10月8日 12:40    | +4小時55分鐘                       |
| 2411     | 超強颱風摩羯 | 9月5日 11:45                 | 9月5日 16:20           | 9月5日 18:20     | +6小時35分鐘                       |
| 2423     | 颱風桃芝     | 11月13日 20:15               | 11月13日 21:10         | 11月13日 23:10   | +2小時55分鐘                       |
| 2506     | 颱風韋帕     | 7月19日 18:45                | 7月19日 22:20          | 7月20日 00:20    | +5小時35分鐘                       |

## 新準則下八號或以上信號風速數據
| 國際編號 | 熱帶氣旋         | 八號信號方向       | 最高信號 | 最接近天文台總部位置 | 最接近天文台總部位置 | 是否達標 | 參考自動氣象站最高10分鐘平均風速（km/h） | 參考自動氣象站最高10分鐘平均風速（km/h） | 參考自動氣象站最高10分鐘平均風速（km/h） | 參考自動氣象站最高10分鐘平均風速（km/h） | 參考自動氣象站最高10分鐘平均風速（km/h） | 參考自動氣象站最高10分鐘平均風速（km/h） | 參考自動氣象站最高10分鐘平均風速（km/h） | 參考自動氣象站最高10分鐘平均風速（km/h） | 參考自動氣象站最高10分鐘平均風速（km/h） |
| 國際編號 | 熱帶氣旋         | 八號信號方向       | 最高信號 | 方向                 | 距離 （km）          | 是否達標 | 長洲                                     | 赤鱲角                                   | 西貢                                     | 啟德                                     | 青衣                                     | 流浮山／ 濕地公園                        | 打鼓嶺                                   | 沙田                                     |                                          |
| -------- | ---------------- | ------------------ | -------- | -------------------- | -------------------- | -------- | ---------------------------------------- | ---------------------------------------- | ---------------------------------------- | ---------------------------------------- | ---------------------------------------- | ---------------------------------------- | ---------------------------------------- | ---------------------------------------- | ---------------------------------------- |
| 1822     | 超強颱風山竹     | 東北 → 東南        | 10       | 西南偏南             | 100                  |          | 173                                      | 115                                      | 118                                      | 90                                       | 63                                       | 110                                      | 62                                       | 58                                       |                                          |
| 1713     | 超強颱風天鴿     | 東北 → 東南        | 10       | 西南偏南             | 60                   |          | 133                                      | 103                                      | 80                                       | 81                                       | 55                                       | 78                                       | 49                                       | 45                                       |                                          |
| 1208     | 強颱風韋森特     | 東北 → 東南        | 10       | 西南                 | 100                  |          | 140                                      | 96                                       | 82                                       | 85                                       | 51                                       | 68 （50）                                | 47                                       | 46                                       |                                          |
| 2309     | 超強颱風蘇拉     | 西北 → 東南        | 10       | 東南偏南             | 40                   |          | 126                                      | 75                                       | 94                                       | 57                                       | 53^                                      | 81                                       | 50                                       | 48                                       |                                          |
| 2506     | 颱風韋帕         | 東北 → 東南        | 10       | 西南偏南             | 60                   |          | 119                                      | 87                                       | 89                                       | 56                                       | 44                                       | 73                                       | 48                                       | 40                                       |                                          |
| 0812     | 颱風鸚鵡         | 西北 → 西南        | 9        | 南                   | <1                   |          | 99                                       | 83                                       | 96                                       | 54                                       | 63                                       | 59^（48）                                | 45                                       | 55                                       |                                          |
| 0814     | 強颱風黑格比     | 東北 → 東南        | 8        | 西南偏南             | 180                  |          | 113                                      | 81                                       | 82                                       | 67                                       | 46                                       | 68 （48）                                | 45                                       | 42                                       |                                          |
| 0915     | 颱風巨爵         | 東北 → 東南        | 8        | 西南偏南             | 130                  |          | 112                                      | 87                                       | 79                                       | 76                                       | 46                                       | 56（43）                                 | 45                                       | 41                                       |                                          |
| 1714     | 強烈熱帶風暴     | 東南               | 8        | 西南                 | 90                   |          | 113                                      | 76                                       | 75                                       | 64                                       | 43                                       | 62                                       | 42                                       | 38                                       |                                          |
| 1415     | 颱風海鷗         | 東南               | 8        | 西南偏南             | 370                  |          | 93                                       | 78                                       | 66                                       | 50                                       | 40                                       | 68                                       | 43                                       | 29                                       |                                          |
| 1319     | 超強颱風天兔     | 西北 → 西南        | 8        | 北                   | 80                   |          | 90                                       | 68                                       | 40                                       | 51                                       | 52                                       | 85                                       | 35                                       | 37                                       |                                          |
| 1604     | 颱風妮妲         | 西北 → 西南        | 8        | 西北偏北             | 40                   |          | 78                                       | 81                                       | 55                                       | 58                                       | 54                                       | 72^                                      | 32                                       | 44                                       |                                          |
| 1622     | 超強颱風海馬     | 西北 → 西南        | 8        | 東北偏東             | 110                  |          | 75                                       | 71                                       | 42                                       | 50                                       | 56                                       | 75                                       | 25                                       | 29                                       |                                          |
| 0806     | 強颱風風神       | 東北 → 西北 → 西南 | 8        | 東                   | 25                   |          | 76                                       | 65                                       | 51                                       | 68                                       | 49                                       | 68 （30*）                               | 29                                       | 40                                       |                                          |
| 1117     | 颱風納沙         | 東南               | 8        | 西南偏南             | 350                  |          | 85                                       | 78                                       | 66                                       | 53                                       | 39                                       | 58 （38）                                | 35                                       | 36                                       |                                          |
| 0809     | 強烈熱帶風暴北冕 | 東北 → 東南        | 8        | 西南偏南             | 130                  |          | 89                                       | 62                                       | 66                                       | 55                                       | 42                                       | 54（41）                                 | 37                                       | 37                                       |                                          |
| 2117     | 熱帶風暴獅子山   | 東南               | 8        | 西南                 | 490                  |          | 94                                       | 63                                       | 56                                       | 46                                       | 33                                       | 44                                       | 39                                       | 33                                       |                                          |
| 2007     | 颱風海高斯       | 東北 → 東南        | 9        | 西南偏西             | 80                   |          | 108                                      | 68                                       | 54                                       | 56                                       | 39                                       | 38                                       | 29                                       | 29                                       |                                          |
| 0906     | 颱風莫拉菲       | 西北 → 西南        | 9        | 東北偏北             | 40                   |          | 71                                       | 75                                       | 55                                       | 61                                       | 59                                       | 99 （33）                                | 49                                       | 50                                       |                                          |
| 1311     | 超強颱風尤特     | 東南               | 8        | 西南偏西             | 240                  |          | 77                                       | 63                                       | 53                                       | 50                                       | 43                                       | 43                                       | 37                                       | 33                                       |                                          |
| 1702     | 強烈熱帶風暴苗柏 | 東北 → 西北 → 西南 | 8        | 東                   | 25                   |          | 66                                       | 63                                       | 56                                       | 46                                       | 38                                       | 57                                       | 25                                       | 28                                       |                                          |
| 2203     | 颱風暹芭         | 東南               | 8        | 西南                 | 310                  |          | 89                                       | 60                                       | 57                                       | 42                                       | 48                                       | 52                                       | 35                                       | 33                                       |                                          |
| 0706     | 強烈熱帶風暴帕布 | 西南               | 8        | 西北偏西             | 30                   |          | 101                                      | 59                                       | 54                                       | 41                                       | 60                                       | 42 （38）                                | 28                                       | 35                                       |                                          |
| 2222     | 強烈熱帶風暴尼格 | 西北 → 東北 → 東南 | 8        | 西南偏南             | 40                   |          | 92                                       | 55                                       | 57                                       | 37                                       | 32                                       | 47                                       | 34                                       | 27                                       |                                          |
| 1907     | 熱帶風暴韋帕     | 東北               | 8        | 西南偏南             | 310                  |          | 87                                       | 60                                       | 56                                       | 47                                       | 43                                       | 53                                       | 29                                       | 31                                       |                                          |
| 2209     | 颱風馬鞍         | 東北 → 東南        | 8        | 西南偏南             | 190                  |          | 87                                       | 49                                       | 62                                       | 45                                       | 45                                       | 45                                       | 29                                       | 28                                       |                                          |
| 2304     | 颱風泰利         | 東北 → 東南        | 8        | 西南偏南             | 250                  |          | 87                                       | 57                                       | 51                                       | 43                                       | 37                                       | 42                                       | 32                                       | 27                                       |                                          |
| 1206     | 熱帶風暴杜蘇芮   | 東北 → 東南        | 8        | 西南                 | 70                   |          | 72                                       | 57                                       | 62                                       | 50                                       | 37                                       | 47 （29）                                | 36                                       | 31                                       |                                          |
| 2118     | 颱風圓規         | 東北               | 8        | 南                   | 360                  |          | 76                                       | 51                                       | 56                                       | 40                                       | 30                                       | 48                                       | 37                                       | 30                                       |                                          |
| 1720     | 強颱風卡努       | 東北               | 8        | 西南偏南             | 210                  |          | 79                                       | 51                                       | 58                                       | 39                                       | 24                                       | 45                                       | 35                                       | 30                                       |                                          |
| 1213     | 颱風啟德         | 東南               | 8        | 西南偏南             | 260                  |          | 75                                       | 52                                       | 55                                       | 44                                       | 30                                       | 38（31）                                 | 28                                       | 27                                       |                                          |
| 0907     | 強烈熱帶風暴天鵝 | 東南               | 8        | 西南                 | 110                  |          | 71                                       | 49                                       | 44                                       | 41                                       | 28                                       | 36（24）                                 | 28                                       | 29                                       |                                          |
| 2411     | 超強颱風摩羯     | 東北               | 8        | 南                   | 330                  |          | 80                                       | 54                                       | 53                                       | 40                                       | 28                                       | 40                                       | 29                                       | 27                                       |                                          |
| 2314     | 強颱風小犬       | 東北               | 9        | 南                   | 70                   |          | 76                                       | 40^                                      | 49                                       | 36                                       | 26                                       | 42                                       | 27                                       | 26                                       |                                          |
| 2016     | 熱帶風暴浪卡     | 東北               | 8        | 南                   | 440                  |          | 60                                       | 48                                       | 53                                       | 37                                       | 26                                       | 30                                       | 22                                       | 28                                       |                                          |
| 1510     | 颱風蓮花         | 西北               | 8        | 北                   | 50                   |          | 50**                                     | 49                                       | 36                                       | 35                                       | 23                                       | 44                                       | 16                                       | 26**                                     |                                          |
| 2423     | 颱風桃芝         | 東北               | 8        | 南                   | 130                  |          | 56                                       | 30                                       | 46                                       | 30                                       | 23                                       | 30                                       | 20                                       | 26                                       |                                          |
| 1707     | 熱帶風暴洛克     | 西北               | 8        | 東北                 | 25                   |          | 37                                       | 31                                       | 31                                       | 28                                       | 24                                       | 36                                       | 17                                       | 18                                       |                                          |

備註：
- 背景顏色
  - 風速
    - 清勁或以下風力（每小時40公里或以下）不會配上任何背景顏色
    -   黃色為強風（每小時41至62公里）
    -   紅色為烈風（每小時63至87公里）
    -   紫色為暴風（每小時88至117公里）
    -   黑色為颶風（每小時118公里或以上）
    - ^：基於不完整數據
    - *：由於缺乏相關資料，故暫以最高每小時平均風速數據代替。需注意此數據會比10分鐘平均風速低。
    - **：於熱帶氣旋警告信號生效時間外錄得。

  - 距離
    -   綠松色代表該熱帶氣旋正面吹襲香港（在距離香港100公里範圍或以內掠過）
    -   橙色代表該熱帶氣旋橫過香港境內[17]

  - 是否達標
    -   紫羅蘭色代表更改自動氣象站後「變相達標」
    -   青綠色代表連三號信號也未能達標（即8站中不足4站錄得強風）
    -   藍色代表三號信號完全不達標（即8站中沒有一站錄得強風）
- 指定自動氣象站更改
  - 流浮山自動氣象站在2013年被納入天文台測風網絡，取代被剔出的濕地公園自動氣象站。「流浮山／濕地公園」一欄中，沒有括號標示的數據測量地點在流浮山自動氣象站，2012年或以前有括號標示的數據測量地點在濕地公園自動氣象站。
  - 由2024年起赤鱲角站位置由香港國際機場中跑道遷移至北跑道。「赤鱲角」一欄中，2007年至2023年的數據為中跑道（即舊有北跑道）自動氣象站的數據；而由2024年起的數據為新北跑道（即第三跑道）自動氣象站數據。

## 影響
- 港內、港外線渡輪停航
- 往來澳門（包括氹仔）渡輪及直昇機停航
- 主題公園暫停開放
- 康文署室內運動場、博物館及游泳池暫停開放
- 所有戶外戶內活動、聚會取消或不接待現場觀眾
- 醫務所暫停開放，醫院（包括急症室）則如常開放
- 建築師、工程師需避風
- 辦公室停工或員工在家工作
- 學校停課及本地公開考試改期，海外專業試或如期舉行
  - 八號信號若在凌晨5時半仍然生效或在此前（預計）發出，教育局將宣佈所有上午校及全日制學校停課
  - 八號信號若在上午11時15分仍然生效或在此前（預計）發出，教育局將宣佈所有下午校學校停課
  - 八號信號若在下午4時45分仍然生效或在此前（預計）發出，教育局將宣佈所有夜校停課
  - 教育局可視乎情況決定是否全日停課
- 庇護工場、日間訓練中心暫停開放
- 電車、纜車及絕大部份巴士路線停駛，的士則如常行駛，部份的士有加價可能性
- 銀行暫停營業
- 香港股市改為透過遙距方式照常交易（2024年9月23日起），詳情見此
- 貨櫃停止交收
- 機場航班可能受影響（特別風向為東南或西北時），請留意航空公司通知
- 港鐵提供限度服務（並可能在未知會的情況下暫停服務）；輕鐵部分路線提供限度服務，港鐵巴士則於八號信號發出3小時後暫停服務
- 跨海大橋部份或全線封閉（實際情況視乎該處風勢而定），包括：青嶼幹線只開放下層，青嶼幹線上層、深圳灣大橋全線封閉；汀九橋、昂船洲大橋中線封閉；將軍澳跨灣大橋只開放車路
- 部份食肆暫停營業、戲院及卡拉OK或照常營業，超級市場如常營業
- 大部份零售店鋪暫停營業
- 香港電台節目大部份暫停播出（2017年7月1日起），改為播放多台聯播的特備節目《風雨同步》，跟進風暴消息

## 八號信號之最

### 發出最多次數的年份
歷來全年發出最多次數為1894年，達6次（鳴放風炮），當中1次需鳴放兩次風炮（相等於現今發出十號颶風信號）；其次為1887年，共有5次。二戰後發出最多的年份是1964年、1999年及2017年，各有5次（不包括轉方向，又或者取代較高熱帶氣旋警告信號，視發出至取消八號或以上信號為一整體的數目）；其次為1948年、1993年及2008年，各有4次。

### 發出最少次數的年份
1955年、1956年、1959年、1969年、1982年、1987年、1988年、1990年、1994年、1998年、2000年、2005年、2006年及2010年，沒有發出。

### 最早全年首次發出
1922年3月熱帶氣旋，由3月27日03:00至20:20，先後懸掛四號及二號風球（分別為偏東及偏北烈風信號），共維持17小時20分鐘；二戰後為1999年颱風利奧，由5月2日13:30至17:30，共維持4小時。

### 最晚全年首次發出
1972年強颱風柏美娜，由11月8日15:15至11月9日05:15，先後懸掛七號及八號風球（即現時八號東北、東南信號），共維持14小時。

### 最早全年最後發出
1958年5月熱帶風暴，由5月30日16:20至5月31日03:45，共維持11小時25分鐘，發出及取消時間均為夏令時間。

### 最晚全年最後發出
歷來最遲發出的八號信號為1939年11月颱風，五號風球（即現今八號西北信號）由11月23日16:25至19:15，共維持2小時50分鐘。二戰後最遲則為2024年颱風桃芝，由11月13日23:10至11月14日10:20，共維持11小時10分鐘。

### 發出最多方向的八號信號
1978年7月底，強烈熱帶風暴愛娜斯襲港，天文台曾於7月26日9:15至7月27日13:30，及7月29日17:25至7月30日7:10，四日內兩度懸掛八號信號，並曾先後懸掛東北、東南、西北及西南四個方向的八號信號，為二戰後至今的唯一一次，當時整個熱帶氣旋警告總生效時間由7月25日07:30至7月30日15:10，共維持127小時40分鐘（5日7小時40分鐘），同時亦為總生效時間最長的一次。

### 發出最多單一方向之八號信號的年份
- 東北信號：1964年，共有5次。
- 東南信號：1993年，共有4次。
- 西北信號：1999年，共有4次。
- 西南信號：1964年、1971年及1999年，各有3次。

### 距離最遠的八號信號
此項紀錄以熱帶氣旋中心最接近香港天文台總部時的距離為準，由1957年開始計算。
| 排名   | 年份   | 熱帶氣旋       | 最接近香港距離   | 備註                                              |
| ------ | ------ | -------------- | ---------------- | ------------------------------------------------- |
| 最遠   | 2021年 | 熱帶風暴獅子山 | 西南偏西 490公里 |                                                   |
| 第二遠 | 2020年 | 熱帶風暴浪卡   | 西南偏南 440公里 | 首次針對離港400公里以外掠過的熱帶氣旋發出八號信號 |
| 第三遠 | 2014年 | 颱風海鷗       | 西南偏南 370公里 |                                                   |

### 生效時間最長
1919年熱帶氣旋，四號風球（為偏東烈風信號）由7月26日10:40至7月29日09:30，維持70小時50分鐘。而二戰後為生效時間最長1960年颱風瑪麗的七號及八號風球（即現時八號東北、東南信號），由6月6日21:40至6月9日01:07懸掛（6月8日09:15由七號風球改掛八號風球），發出及取消時間均為夏令時間，維持51小時27分鐘，之後更先後懸掛九號及十號風球。而該次的七號風球（八號東北信號）亦是最長的東北信號，維持35小時35分鐘（1日13小時35分鐘）。1973年改制後為2021年颱風圓規之23小時20分鐘。
最長東南信號是2021年熱帶風暴獅子山，由10月9日06:40至10月10日04:40，維持22小時。
最長西北信號是1931年8月熱帶氣旋，由8月15日22:45至8月17日13:00，維持38小時15分鐘；而二戰後為1985年颱風哈爾，由6月24日04:15至20:00，維持15小時45分鐘。
最長西南信號是1933年6月熱帶氣旋，由6月29日14:20至6月30日09:00，維持18小時40分鐘；而二戰後為1948年颱風露絲，由7月27日18:20至7月28日05:30，維持11小時10分鐘，發出及取消時間均為夏令時間。
而二戰後由發出至取消烈風信號，且沒有改發其他風向信號之中最長則是1953年颱風奧菲莉亞，七號風球（八號東北信號）由8月13日00:15至14日05:50，維持29小時35分鐘（1日5小時35分鐘），發出及取消時間均為夏令時間。至於1973年元旦烈風信號改革以來，生效時間最長八號信號（以單一方向計算）則是2021年颱風圓規，由10月12日17:20至10月13日16:40，維持23小時20分鐘。

### 生效時間最短
1939年11月颱風，八號風球（即現時八號東南信號）由11月23日09:05至11月23日10:05，維持1小時，及後改掛九號風球；而二戰後則是1946年颱風無名、1954年颱風柏美娜、2008年颱風鸚鵡這三個熱帶氣旋取代較高信號之八號信號，以及2009年颱風莫拉菲分別取代三號信號及較高信號的八號信號，均維持2小時：
- 颱風無名的八號風球（即現時八號東南信號），取代十號風球，由7月18日20:00至22:00懸掛，發出及取消時間均為夏令時間，後直接除下。
- 颱風（超強颱風）柏美娜的八號風球（即現時八號東南信號），取代九號風球，由11月6日15:00至17:00懸掛，後直接除下。
- 颱風鸚鵡的八號西南信號，取代九號信號，由8月23日00:40至02:40發出，後改發三號信號。此亦為最短西南信號之一。
- 颱風莫拉菲的八號西北及西南信號，分別取代三號及九號信號，分別由7月18日23:30至7月19日01:30及7月19日04:40至06:40發出，八號西南信號後改發三號信號。此亦為最短西北信號及最短西南信號之一。

1957年颱風姬羅莉亞取代七號風球（即現時八號東北信號）的八號風球（即現時八號東南信號）是最短東南信號，由9月21日12:30至12:50分懸掛，只維持20分鐘，同時亦為生效時間最短的單一熱帶氣旋警告信號，此後更直接懸掛十號風球。
2012年熱帶風暴杜蘇芮，由發出至取消八號信號，而曾改發其他風向信號之中最短，由6月29日23:05至6月30日03:25發出（6月30日00:40由八號東北信號改發八號東南信號），維持4小時20分鐘。而該次八號東北信號亦是最短東北信號，維持1小時35分鐘。
1984年強烈熱帶風暴雲茵，由發出至取消八號信號期間沒有改發更高信號及其他風向信號之中最短，八號東北信號在6月25日04:30至07:10懸掛，維持2小時40分鐘。

### 相隔時間最長
2004年熱帶風暴圓規及2007年強烈熱帶風暴帕布，兩者相隔3年25天19小時10分鐘。

### 相隔時間最短
2021年的熱帶風暴獅子山及颱風圓規，兩者僅相隔2天12小時40分鐘。

### 最長連續發出年數期
2011年至2025年，連續15年均需發出八號信號。其次為1970年至1981年，連續12年懸掛八號信號。

### 最強的八號信號
1993年強烈熱帶風暴貝姬，長洲曾錄得颶風，市區達暴風風力，氣象界普遍認為是一次漏發十號颶風信號的個案。

### 最弱的八號信號
2017年熱帶風暴洛克，境內沒有站錄得強風以上風力。

## 應變措施及注意事項

### 應變措施
- 鎖緊門窗，把門栓拴好，窗板或大閘上牢。當風的大玻璃窗應加貼膠紙，減少玻璃破裂時所引致的損傷。
- 不要站近當風的窗隻。把家具及貴重物件搬離風口位。萬一窗隻被強風吹破，確保仍有一個安全地方暫避，故應早點決定萬一當風的窗隻破裂時，哪一個房間可作棲身之用。
- 光管招牌負責人須安排截斷招牌的電力供應。
- 車輛應停泊在最不容易遭受破壞的地方。
- 如情況許可，市民應儘早回家，避免逗留在街上。

### 注意事項
- 香港不同地區的天氣情況不能夠單憑發出的信號推斷。 只知道發出了什麼信號並不足夠，市民應該留意電台、 電視台及天文台網頁及「打電話問天氣」系統所提供的熱帶氣旋最新消息及有關報告，然後就發出的信號決定採取適當的相應行動。
- 受地形或鄰近建築物影響，市民所在區域的風力與香港普遍風勢可能有顯著差異。離岸海域及高地風力通常較強，不當風的地區風力較弱。
- 天文台透過多種途徑，特別是互聯網，向公眾提供各區風力及雨量的詳細資料。市民應該因應各自的具體情況和可接受的風險水平，就警告採取適當的預防措施。
- 即使熱帶氣旋正逐步遠離香港，也不應放鬆戒備，因為烈風可能仍然肆虐一段時間，故應留在室內安全的地方，直至風勢緩和為止。
- 8號信號發出後，應在烈風吹襲前完成所有預防措施。8號信號取代3號信號後，通常在12小時之內香港普遍風力會達烈風程度。

### 防風措施報告
防風措施報告一般在八號信號生效期間於「熱帶氣旋警告」中顯示。
- 請各位儘快完成家中各項防風措施，將門窗鎖緊，若有可能，請在門窗背後，加上橫閂。將膠紙條貼在當風的大玻璃窗上，萬一玻璃破裂，亦可以減少損失。同時請清除去水渠口的落葉和垃圾。
- 請將汽車停放在最安全的地方。
- 切勿在屋內當風窗戶附近站立。將傢俬及貴重物件搬離當風的窗戶。請預早選定屋內一個安全地方，以防玻璃萬一破裂時可以躲避。
- 因為海面［有非常大浪／巨浪／水流湍急且方向不定］，市民應該遠離岸邊及停止所有水上活動。
- 香港國際機場的航班可能受到天氣影響。旅客前往機場前，請先向航空公司查詢航班情況。
- 光管招牌物主請注意，［現在應該作出安排，截斷光管招牌的電源。／現在應關掉所有光管招牌的燈光。］
- 有關最新天氣消息，請留意電台或電視台在每小時的十五分、三十分、四十五分及五十八分的廣播，或瀏覽香港天文台網頁。
- 熱帶氣旋雖然開始吹離香港，但仍有一段時間吹烈風。市民應留在室內直至風力減弱為止，以策安全。在任何情況下，切勿接觸被風吹倒的電線。（當熱帶氣旋離開時使用）
- 有些地方仍然吹烈風及狂風，切勿鬆懈防風措施。（當熱帶氣旋離開時使用）
- 風暴對本港帶來不同程度的破壞，四周環境可能隱藏危機，市民務必保持警覺，以策安全。（當熱帶氣旋離開時使用）

## 風暴消息
當八號或以上信號生效期間，無綫電視翡翠台及明珠台、ViuTV及ViuTVsix和港台電視31會定時提供一節風暴消息（亞洲電視在2016年停播前亦有同樣安排），HOY TV則額外時段與有線新聞台聯播《有線新聞》。其中於2008年颱風鸚鵡襲港期間的風暴消息內，翡翠台同步直播北京奧運男子乒乓球項目。
但若天文台在非30分或非00分更改熱帶氣旋警告，電視台可以在廣告或節目中插播臨時的風暴消息，例如2012年強颱風韋森特，天文台於7月24日凌晨12時45分發出十號颶風信號，翡翠台和本港台立即播出《風暴消息》。而《風暴消息》不會在新聞時段播出，相關消息會在新聞時段內報道。
另外，所有電台亦會在每小時15分、30分、45分及58分廣播天文台最新熱帶氣旋警報，而相關風暴消息則會在正點及半點新聞內報道，若天文台更改熱帶氣旋警告，則由當時的節目主持或節目助理佈告有關消息。

## 爭議
部分市民認為，近年天文台經常錯過發出八號信號最佳的時間。其中一個原因天文台對於熱帶氣旋的預報能力越來越高，天文台可以在烈風來襲之前短時間發出八號信號，因此近年有時在八號烈風或暴風信號生效後兩三小時內香港已普遍吹烈風。然而，當熱帶氣旋移動路徑或強度有所偏差，變相天文台誤發八號信號或錯過發出八號信號最佳的時間，甚至只維持三號信號。

### 熱帶風暴正面襲港爭議
熱帶風暴之中心最高持續風力只達63至87公里。因此當一熱帶風暴襲港，可能因烈風範圍太小未能令香港吹烈風，要到近距離橫過香港才有機會為香港帶來烈風。一熱帶風暴能否為香港帶來烈風，除了烈風範圍大小，地形亦是一重要因素，所以熱帶風暴路徑上細微的改變足以令香港的風勢有很大的變化。天文台在多次應對熱帶風暴正面襲港之處理手法均引起爭議。
香港在1992年7月18日受熱帶風暴菲爾吹襲。天文台低估菲爾強度，菲爾在接近珠江口時迅速增強，橫瀾島錄得最高10分鐘平均風速每小時108公里，換算為海平面風速仍達暴風程度，顯示菲爾為強烈熱帶風暴。菲爾在當日上午9時最接近香港，在香港天文台之西北偏西約50公里掠過。在菲爾吹襲期間，香港普遍吹烈風，而天文台因預測失誤，預計香港不會受烈風影響而只是懸掛三號強風信號。但自此之後，每逢熱帶風暴橫過香港或非常接近香港，天文台也發出八號信號，因而出現了颱風利奧、熱帶風暴圓規、強烈熱帶風暴帕布、颱風蓮花、熱帶風暴洛克等風力偏弱的八號信號。利奧顯然受乾燥東北季候風影響快速減弱，圓規則因地形因素，帕布及洛克是烈風覆蓋範圍太小及風力結構鬆散，而蓮花則是登陸後出乎意料地急劇減弱，才令八號信號生效時風力嚴重不達標。
天文台在此情況下發出八號信號，令市民誤以為通常八號信號生效時風勢微弱，市民紛紛外出，甚至在岸邊追風。因此部份市民質疑，逢熱帶風暴橫過香港或非常接近香港，天文台也發出八號信號，此手法是否恰當，但是絕大部分熱帶風暴正面襲港的案例，現今科技而言是極難預測路徑上的細微改變，因此為安全起見天文台也傾向發出八號信號。在2015年颱風蓮花的案例中，由於預測蓮花將以颱風強度正面襲港甚或橫過境內，構成嚴重威脅，而蓮花之急劇減弱實屬難料，結果在香港地下天文台的Facebook專頁上，不少網民均支持天文台發出八號信號之決定。
自1992年的菲爾過後，在正面襲港的熱帶風暴中，只有1999年強烈熱帶風暴錦雯、2012年熱帶風暴杜蘇芮及2022年強烈熱帶風暴尼格正面吹襲香港時，才為香港海平面帶來短暫烈風。2007年強烈熱帶風暴帕布第二度襲港（當時以熱帶風暴強度橫過香港）期間，長洲一度錄得暴風，但烈風未有擴展至市面；同樣1999年颱風利奧以熱帶風暴強度正面吹襲時，利奧改變移動方向及受乾燥東北季候風影響減弱，香港海平面沒有吹烈風，以及熱帶風暴圓規由西北偏西轉為西北偏北登陸香港東面時，受地形屏蔽，烈風亦只局限於離岸及高地。而2017年熱帶風暴洛克橫過香港時，連強風也未能錄得。

## 方向配搭
由於典型熱帶氣旋路徑一般是西北、西北偏西或西北偏北移動路線，導致香港受風暴吹襲期間的風向有慣常的轉變模式，造就典型的八號信號方向配搭（部份配搭在1999至2013年間更出現超過5次）；但部份熱帶氣旋的路徑可能較異常，造成其他類型的風向轉變，亦令八號信號的配搭有所不同。此外部份熱帶氣旋由於正面吹襲香港，可能導致配搭之間出現更高熱帶氣旋警告信號。在熱帶氣旋襲港期間，天文台亦會利用「沙灘波」工具預測風向轉變。

### 常見配搭
此處將列舉在1999年起計出現4次或以上的配搭，當中列舉較近期或有代表性之案例。
- 東北→東南
  - 案例：2012年強颱風韋森特、2017年超強颱風天鴿、2018年超強颱風山竹、2020年颱風海高斯、2025年颱風韋帕
  - 原因：熱帶氣旋在香港南面或東南面接近，南面至西南面掠過，導致香港出現由東北風轉為東南風的風向改變。
  - 特點：由於吹東至東南風時，熱帶氣旋仍在海面上沒有減弱甚至可能增強，同時香港絕大部份地區當風，此類熱帶氣旋所帶來的風力一般較猛烈，無需正面吹襲亦能帶來暴風風力，甚至遠在200公里以外，亦能令西南部地區受到暴風影響。如果遇上熱帶氣旋正面吹襲及達颱風或以上級別，更有可能受熱帶氣旋颶風範圍影響需要發出更高信號。若遇上移速較快之熱帶氣旋，出現「半圓效應」的情況下，香港處於熱帶氣旋右邊之「危險半圓」，加上與副熱帶高壓脊重疊，或在秋季與東北季候風共同影響，風速將會更進一步提升。
  - 特例：2025年韋帕的個案較特殊，理應歸入「西北→東南」類。韋帕吹襲期間香港的風向轉變為西北風、東北風及東南風，韋帕在東南面接近香港，惟天文台無視香港境內仍吹西北風，跳過八號西北信號，並直接發出八號東北信號，但韋帕其後在香港南面掠過，風向由西北風轉變為東北風，轉吹東北風時風力已增強至颶風程度，天文台因而發出更高信號；風力減弱至颶風程度以下時，香港已轉吹東南風，故天文台直接改發八號東南信號。
- 東北
  - 案例：2017年強颱風卡努、2020年熱帶風暴浪卡、2021年颱風圓規、2023年強颱風小犬、2024年超強颱風摩羯、颱風桃芝
  - 原因：熱帶氣旋在香港南面或東南面接近，南面至西南面掠過，香港先吹東北風，天文台發出八號東北信號，信號發出後，風暴快速移動，令風力迅速減弱，或路徑突然改變或減弱，轉吹東南風或其他風向時，風力降至強風程度，導致天文台改發較低信號；又或因為風暴吹襲香港期間同時受到強烈東北季候風或高壓脊影響，導致風暴即使已經移至香港西南方，但香港仍然吹東至東北風，所以令天文台未有發出八號東南信號。
  - 特例：2023年小犬個案較特殊，由於小犬環流緊密，加上香港的北至西北風受到地形屏蔽，因此小犬在東面逼近時天文台未有發出八號西北信號。至小犬由香港東南面進入距離香港100公里範圍，天文台發出八號信號時香港已轉吹北至東北風，令天文台先發出八號東北信號，但由於小犬的颶風範圍及後逼近香港，天文台需要發出更高信號。在東北季候風的影響下，小犬的風場有別於在盛夏襲港的熱帶氣旋，當小犬移至香港西南面，天文台改發較低信號時香港仍然吹東北風，未有轉吹東至東南風，令天文台改回八號東北信號，而非改發八號東南信號。
- 東南
  - 案例：2002年強烈熱帶風暴黑格比、2014年颱風海鷗、2017年強烈熱帶風暴、2021年熱帶風暴獅子山、2022年颱風暹芭
  - 原因：一般而言，此類熱帶氣旋並非只帶來東南風，而是和「東北→東南」配搭類似——熱帶氣旋在香港南面或東南面接近、南面至西南面掠過，導致香港出現由東北風轉為東南風的風向改變；但由於熱帶氣旋較接近並帶來烈風時，香港已轉吹偏東風，甚或東至東南風，導致天文台忽略東北風，直接發出八號東南信號。
  - 特例：2017年帕卡的個案較特殊，帕卡開始影響香港時仍吹東北風，因而應歸入「東北→東南」類；惟天文台卻忽略東北烈風至暴風，而直接發出八號東南信號，惹來廣泛爭議。
- 西北→西南
  - 案例：1999年颱風約克、2003年強颱風杜鵑、2008年颱風鸚鵡、2016年颱風妮妲、超強颱風海馬
  - 原因：熱帶氣旋在香港東至東南面接近，北面（或境內北部地區，即新界北）掠過，導致香港出現由西北風轉為西南風的風向改變。
  - 特點：由於吹西北風時受到地形屏障阻擋，香港較不當風，此類熱帶氣旋一般需非常接近，甚至正面吹襲香港，才會令天文台發出此配搭的八號信號。由於香港西面為珠江口，吹西南風時較為當風，唯熱帶氣旋接近香港時已登陸及強度可能已減弱，風力可能不及吹西北風之時；若熱帶氣旋強度不變，香港轉吹西南風後風勢亦會增強。若遇上移速較快且眼壁未有掃過香港之熱帶氣旋，出現「半圓效應」的情況下，香港處於熱帶氣旋左邊之「可航半圓」，會令風速較低。
  - 特例：1999年約克是一個較特別案例，期間出現的風向轉變為西北風、東北風、東南風及西南風，約克起初在香港東面接近，天文台先發出八號西北信號，唯不久約克增強為颱風及改以西北偏西路徑移動在香港以南掠過，其間由西北風轉吹東北風，再轉吹東南風，風力已增強至颶風程度，天文台發出更高信號。因為當風力減弱至颶風程度以下時，香港已轉吹西南風，所以天文台直接改發八號西南信號而沒有發出東北信號及東南信號。
- 東北→西北→西南
  - 案例：1973年颱風黛蒂、2001年颱風尤特、2004年熱帶風暴圓規、2008年強颱風風神、2017年強烈熱帶風暴苗柏
  - 原因：熱帶氣旋在香港南面或東南面接近，以偏北路徑接近香港、在香港東面（或境內較東地區，如西貢）掠過，移至香港北面，導致香港出現東北風、西北風、西南風的風向改變。
  - 特點：由於吹西北風時香港較不當風，此類熱帶氣旋一般需非常接近，甚至正面吹襲香港，才能帶來烈風風速，而由於香港西面為珠江口，吹西南風時較為當風，若熱帶氣旋強度不變，香港轉吹西南風後風勢亦會增強。同時，熱帶氣旋登陸後，香港亦受其南面較強雨帶影響，雨勢變得頗大。

### 罕見配搭
此處的配搭在1999年至今出現不足4次，甚或此段期間沒再出現（不論1999年前是否恆常出現）。而有些特別的配搭是受熱帶氣旋的特殊路徑影響。
- 東北→東南→西南
  - 案例：1960年颱風瑪麗、1964年超強颱風艾黛、1971年超強颱風露絲、1983年超強颱風愛倫
  - 原因：起初與「東北→東南」相似，熱帶氣旋在香港南面或東南面接近，香港先吹東北風，移至香港南面後，香港轉吹東南風，但熱帶氣旋隨後轉以偏北路徑在西面近距離（澳門、珠海或境內西部地區，如大嶼山、屯門）掠過，移至香港西北面，風向再轉變為西南風。與「東北→西北→西南」風向類似，都是需要偏北移動路徑才能做到，但分別是風暴中心要在香港西面掠過，而非東面。
  - 特點：由於吹東至東南風時，香港絕大部份地區當風，風力最強，此類熱帶氣旋所帶來的風力一般較猛烈，無需正面吹襲亦能帶來暴風風力，因此雖然與帶來「東北→西北→西南」風向轉變的熱帶氣旋路徑相近，但是風力差異相當大。
- 東北→西北→東南
  - 案例：1979年超強颱風荷貝
  - 原因：熱帶氣旋在香港東面接近，掠過香港境內，移至香港西面，導致香港出現東北風、西北風、旋風及東南風的風向改變。吹旋風時，風力達颶風程度，令天文台發出更高信號，而改發八號信號時已轉吹東南風[38]。
- 西北→東南
  - 案例：1937年9月颱風、1975年超強颱風愛茜、2023年超強颱風蘇拉
  - 原因：熱帶氣旋起初在香港東面接近，令香港先吹西北風，在香港境內或南面極近距離掠過，香港急速轉吹旋風或東北風時，風力進一步增強，令天文台發出更高信號；而改發八號信號時風暴已移至香港西南面，境內轉吹東南風，導致香港出現西北風、東北風或旋風、東南風的風向改變。
  - 特點：吹西北風時，受地形屏障阻擋，香港較不當風，隨熱帶氣旋接近，地形屏障失效，風力短時間內急升。即使熱帶氣旋在香港南面近距離掠過而沒有登陸香港，導致香港轉吹東北風，惟因風力增強至颶風程度，天文台發出更高信號，而當改發八號信號時風暴已移至香港西南面，境內轉吹東南風，導致八號東北信號被省略。
- 東南→西北
  - 案例：1939年11月颱風
  - 原因：熱帶氣旋向西北偏北移動橫過南海接近香港。但冷鋒把熱帶氣旋轉向東北，導致罕見地出現颱風在南海西北部回轉至東北方向返回西北太平洋的現象發生。令香港出現東南風、旋風、西北風的風向改變。
- 東北→西南
  - 案例：1961年颱風愛麗斯、1962年超強颱風溫黛、1964年颱風黛蒂、1968年颱風雪麗、1997年颱風維克托
  - 原因：熱帶氣旋在香港南面或東南面接近、境內掠過、移至香港北至西北面，導致香港出現東北風、旋風、西南風的風向改變；或與「東北→東南→西南」或「東北→西北→西南」相似，但轉吹東南／西北風時風力逼近甚至達到颶風程度，令天文台發出更高信號，而改發八號信號時已轉吹南至西南風，使八號東南或西北信號被省略。
  - 特點：由於風暴中心需要掠過香港才會導致境內吹旋風，受眼壁直接影響下香港風力會飆升。
- 東北→西北
  - 案例：1970年超強颱風喬治亞
  - 原因：與「東北→西北→西南」相似，喬治亞在香港東南面接近，以西北偏北路徑接近香港、在香港東面掠過，導致香港出現東北風、西北風、西南風的風向改變。但轉吹西南風時，風勢已減弱至烈風程度以下，導致天文台改發較低信號。
- 西北
  - 案例：1985年颱風哈爾、2015年颱風蓮花、2017年熱帶風暴洛克
  - 原因：和「西北→西南」配搭類似，熱帶氣旋在香港東面掠過，香港吹西北風，先發出八號西北信號。唯風暴突然急劇減弱或大幅改變路徑，導致香港境內風力遠遜預期，而轉吹西南風時，風勢已減弱至烈風程度以下，導致天文台改發較低信號。
- 西北→東北→東南
  - 案例：2022年強烈熱帶風暴尼格
  - 原因：尼格在10月末至11月初的深秋襲港並與東北季候風共同影響，導致風場稍為有別於夏季吹襲的熱帶氣旋。在發出八號信號時，尼格位處香港之東南偏南，但香港當時風向稍微逆時針改變，由偏北風轉吹西北風，而非正常情況下的東北風，令天文台需要先發出八號西北信號。隨著尼格於香港西南面近距離掠過，香港境內風向順時針急速改變為北至東北及東至東南，天文台亦因應風向轉變而先後改發八號東北信號和東南信號。
- 西北→東北
  - 案例：1999年颱風瑪姬
  - 原因：原路徑為由東向西橫過香港，香港將由西北風轉吹西南風，但受副高形成的空氣牆及與南海北部之低壓區所產生的藤原效應影響，改為轉向西南偏南方向橫過香港，導致境內先後轉吹旋風及東北風。
- 西南
  - 案例：1986年颱風蓓姬、2007年強烈熱帶風暴帕布
  - 原因：與「西北→西南」及「東北→東南→西南」相似，但熱帶氣旋較接近並帶來烈風時，香港已轉吹西至西南風，導致天文台直接發出八號西南信號。
- 所有方向
  - 案例：1978年強烈熱帶風暴愛娜斯（東北→東南、東北→西北→西南）
  - 原因：愛娜斯先後兩次迫近香港；第一次與「東北→東南」相似，在香港東南面接近、南面至西南面掠過，導致香港出現由東北風轉為東南風的風向改變；之後遠離香港，改掛較低信號，但受琉球群島附近的颱風芸蒂的廣泛環流影響，愛娜斯改為向東移，再度逼近香港並再改掛較高信號，第二次與「東北→西北→西南」相似，在香港東南面接近、東面掠過、移至香港西北面，導致香港出現東北風、西北風、西南風的風向改變。

## 外部連結
- 香港天文台－熱帶氣旋警告信號狀況（页面存档备份，存于）
- 香港天文台－預警八號熱帶氣旋警告信號之特別報告狀況 （页面存档备份，存于）
- 香港天文台－風暴潮信息（页面存档备份，存于）
- 香港地下天文台氣象‧人‧語：何時才改發八號風球?（页面存档备份，存于），07-08-2013
- YouTube上的熱帶氣旋警告-第二部份
- YouTube上的氣象冷知識：風季備忘
- YouTube上的氣象冷知識：3號有提示　8號有預警
- YouTube上的氣象冷知識：熱帶氣旋警告信號
- YouTube上的氣象冷知識：打風幾時知? 要留意提示